# Роберт Фладд

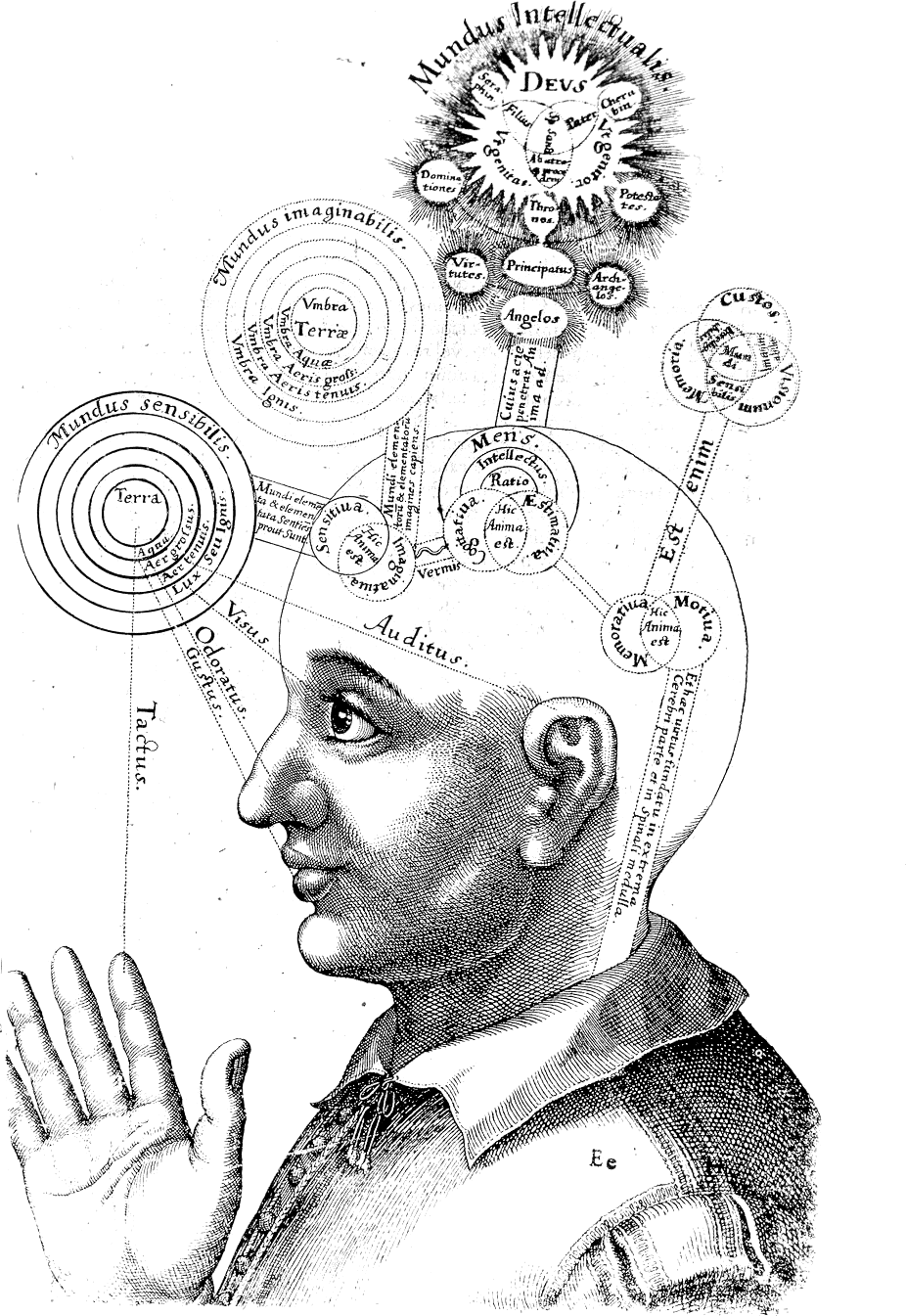
Людина і макрокосм. Гравюра з книги Fludd R. Utriusque cosmi maioris scilicet et minoris Metaphysica, physica atque technica Historia, 1617.

Роберт Фладд (англ. Robert Fludd, 1574, Берстед, Кент, Велика Британія — 1637, Лондон) — англійський лікар, філософ-містик, автор праць латиною; астролог, музикознавець та теоретик музики.

## Життєпис
З англіканської сім'ї, син високого урядовця, серед предків — вождь одного з кельтських племен Кунеда ап Едерн (бл. 390—460/441). Навчався в Оксфордському університеті; спочатку був військовим, потім зайнявся вивченням богослов'я, медицини та таємних наук, довго подорожував Францією, Іспанією, Італією та Німеччиною, де познайомився з багатьма видатними вченими і набув значної ерудиції.
Повернувшись до Англії, отримав учений ступінь доктора медицини в Оксфордському університеті, який 1606 року порушив проти нього переслідування за негативне ставлення до вчення Галена.
Оселившись у Лондоні, зайнявся лікарською практикою та літературною діяльністю. Фладд листувався з Йоганном Кеплером із приводу герметичних традицій. Полемізував з Мерсенном та Ґассенді.

## Праці
Твори Фладда становлять 8 томів in folio. Він писав як під своїм ім'ям, так і під псевдонімом Rudolf Otreb та Joachim Frizius.
У медицині був послідовником Парацельса, у філософії — прихильником гностичних та неоплатонічних уявлень. Фладд постійно у своїх міркуваннях залучав алхімію та астрологію, іноді навіть ототожнюючи філософський камінь із Христом.
Йому належать кілька проєктів вічного двигуна. Вивчав механізм кровообігу, виходячи з аналогії макро- та мікрокосму, його спостереження підтвердив на дослідній основі Вільям Гарвей.
Членство Флада в ордені розенкрейцерів не доведено, але він написав два трактати на їхній захист. Відомості про його приналежність до Пріорату Сіону, як і про сам Пріорат, відносять до історичних містифікацій.
Серед філософських трактатів Фладда слід згадати:
- «Philosophia mosaica» (1638),
- «Philosophia sacra et vere christiana» (1629),
- «Utriusque cosmi maioris scilicet et minoris Metaphysica, physica atque technica Historia» (1617),
- «De naturali, supernaturali, praeternaturali et contranaturali microcosmi historia» (1619—1621).

У цих трактатах загальні питання часто чергуються із частковими; так, за описом небес емпірейського (coeli empyrei), ефірного та елементарного йде низка псевдонаукових трактатів, у яких розглядаються і військове мистецтво, і застосування геометрії до живопису, і будівництво фортець тощо.

### Твори
- Tractatus apologeticus integritatem Societatis de Rosea Cruce defendens (1617)
- Tractatus theologico-philosophicus (1617)
- Utriusque cosmi maioris scilicet et minoris Metaphysica, physica atque technica Historia (1617)
- Tractatus secundus. De naturae simia seu technica macrocosmi historia (1618)
- Monochordium Mundi symphoniacum J. Kepplero oppositum (1622)
- Philosophia sacra et vera christiana seu Meteorologia cosmica (1626)
- Sophiae cum memoria certamen (1629)
- Medicina Catholica (1629)
- Clavis philosophiae et alchymiae (1633)
- Philosophia Moysaica (1638)

## Вчення
У філософії Φладда стільки різноманітних елементів і вони переплетені настільки штучно, що автор відчував постійну необхідність у наочному зображенні своїх абстрактних поглядів; тому його твори, і особливо трактат «Utriusque cosmi metaphysica, physica atque technica historia», переповнені химерними гравюрами, у яких автор намагається роз'яснити стосунок Божества до елементів тощо. Ці гравюри багато разів відтворювали пізніші автори в книгах з «таємних наук».
Короткий критичний виклад філософських поглядів Фладда, даний Гассенді, зводиться до викладеного нижче.

### Філософія (божественне одкровення)
Фладд упевнений, що його філософія є викладом одкровення, дарованого першій людині, яке перейшло через перекази до Мойсея. Христос вдруге дав людському роду це вчення. У давнину Піфагор, Платон і Гермес Трисмегіст, які знали книгу Мойсея, частково висловили у своїх творах справжню філософію, замовчавши її джерела.

### Бог
Бог є початок і кінець усього; все з нього виникає і все до нього повертається. Бога можна розглядати двоїсто: по-перше, до його виявлення у створеному ним світі; по-друге, у його виявленнях. У першому розумінні Бог є незбагненна єдність, у якій розрізнення зникло; у другому — виявлення тих прихованих протилежностей, які у світі існують як діяльний формальний початок світла та пасивний матеріальний початок темряви. Світло є божественна сила, темрява — початок небуття (noluntas divina), порожнеча. Зі взаємодії світла і темряви виникає світ і все, що в ньому міститься, тобто початкові елементи і якості: зі світла народжується тепло, яке народжує рух; холод, навпаки, властивий небуттю, темряві. Сухе виникає з розділення тепла і холоду, сире — з їхньої взаємодії. Діями цих начал виникають чотири елементи: незриме повітря та ефір, що створює небо; вода, що під впливом холодного повітря стає землею, а земля під впливом світла стає вогнем. Всі предмети складаються з цих чотирьох елементів і є речовиною, яка різною мірою пройнята формальним, діяльним началом світла. Таким чином, усе, що існує, можна подати у формі піраміди, в основі якої розьашована земля, а на вершині — чисте світло.
Бог виявляється у трьох світах:
- у світі чистих духів,
- у макрокосмі (тобто у світі небесного ефіру);
- у мікрокосмі, в якому панує людина завдяки мистецтву, яке Фладд називає «мавпою природи».

Макрокосм є створення і відображення божественної трійці і своєю чергою ділиться на три області, відповідні трьом особам божества.

### Людина (мікрокосм)
У людині, або мікрокосмі, знаходимо повторення у малому вигляді частин макрокосму. Голова відповідає області «Емпірей» (лат. Empyreum), груди — небесному ефіру, живіт — області елементарній. За цими трьома областями розподілені й три ступені одухотворення людини: душа розумна, чутлива і рослинна. У грудях живе життєвий дух — посередник між розумом (формою) та рослинною душею (матерією). Цей посередник є не що інше, як частина світової душі, яку Флад ототожнює зі світлом і Христом як безпосереднім виразом Божества.
Розум непогрішимий і після смерті людини повертається у наднебесний світ; навпаки, рослинна душа за своєю природою завжди вабить людину до гріха, як представниця в людині темного начала. Життєвий дух, поміщений між розумом і рослинною душею з її темними потягами, може дати перевагу в житті людини або розуму, або темним потягам; таким чином, свобода вибору залежить від духу життя.

### Алхімія та геомантія
З таємних наук особливо цікавився алхімією та геомантією; перша зблизила його з розенкрейцерами, друга накликала на нього переслідування єзуїтів, про що розповів сам Фладд у своїй Геомантії, що становить частину його «Historiae utriusque cosmi».
Одна з улюблених теорій Фладда — музика сфер, яку він запозичив у Платона та піфагорійців, викликала полеміку Фладда з Йоганном Кеплером.

## Визнання та спадщина
Праці Фладда знав Лейбніц, його твір «Про життя, смерть і воскресіння» він згадує в трактаті «Теодіцея» (1710).
Книги Фладда фігурують у новелі Хорхе Луїса Борхеса «Смерть і бусоль» (1942).
Різні сторони його спадщини вивчала історикиня Френсіс Єйтс (1899—1981).